# Đỗ Thị Ánh Nguyệt
Đỗ Thị Ánh Nguyệt (sinh năm 2001), quê ở thôn Hồng Thái, xã Lạc Hồng, huyện Văn Lâm, tỉnh Hưng Yên, là một nữ vận động viên bắn cung người Việt Nam.

## Quá trình thi đấu
Tháng 7 năm 2016, Ánh Nguyệt được huấn luyện viên Đào Văn Kiên (Phó Trưởng bộ môn Bóng chuyền - Bóng rổ, phụ trách môn bóng rổ thuộc Trung tâm Huấn luyện và Thi đấu Thể dục thể thao Hà Nội) tuyển chọn và chiêu mộ về đội tuyển trẻ bóng rổ nữ Hà Nội. Ban đầu, gia đình Ánh Nguyệt muốn con gái tiếp tục học văn hóa tại quê nhà, nhưng tình yêu với thể thao của Ánh Nguyệt đã thuyết phục được bố mẹ.
Năm 2017, sau 7 tháng tập luyện tại đội trẻ bóng rổ Hà Nội, các huấn luyện viên ở đội bóng rổ cho rằng Ánh Nguyệt có những tố chất của một cung thủ, nên đã mời huấn luyện viên Hoàng Anh của đội trẻ bắn cung Hà Nội đến để Ánh Nguyệt tập thử. Ánh Nguyệt khi đó không muốn học bắn cung và bỏ về quê. Các huấn luyện viên phải cố gắng đến tận nơi thuyết phục. Sau đó, Ánh Nguyệt có tên trong danh sách những vận động viên trẻ tiềm năng được sang Hàn Quốc tập huấn.
Tháng 11 năm 2019, Ánh Nguyệt tham dự giải vô địch bắn cung châu Á tại Thái Lan, giành huy chương đồng và sở hữu một vé trực tiếp tham dự Olympic Tokyo 2020.
Tháng 12 năm 2019, Ánh Nguyệt tham dự SEA Games 30 tại Philippines. Ngày 8 tháng 12, Ánh Nguyệt cùng Lộc Thị Đào, Nguyễn Thị Phương giành huy chương vàng đồng đội cung 1 dây nữ. Ánh Nguyệt sau đó được đề cử là một trong ba ứng cử viên cho hạng mục Vận động viên trẻ xuất sắc nhất Cúp Chiến thắng 2019.

## Chia sẻ
- Nhiều lần kéo cung, có những mũi tên nếu mình không cố bắn sớm mà chỉ cần hướng cây cung xuống một chút thì sẽ chính xác hơn. Dù cũng còn nhiều khó khăn nhưng em vẫn nỗ lực hết mình để vượt qua và hoàn thành tốt những nhiệm vụ sắp tới.[8]
- Đôi lúc cũng hơi mắc cỡ khi nhìn thấy các bạn nữ khác, vì mình chơi thể thao, đứng nắng nhiều nên sợ người thô ráp. Tôi thường mặc áo tay dài, đội mũ che nắng để da bớt đen. Cũng may trời sinh da trắng nên không đến nỗi.[9]